# Xylonaeus immarginatus
Xylonaeus immarginatus är en skalbaggsart som beskrevs av Lewis 1902. Xylonaeus immarginatus ingår i släktet Xylonaeus och familjen stumpbaggar. Inga underarter finns listade i Catalogue of Life.